# Vitalina Varela (filme)
Vitalina Varela é um drama português realizado e escrito por Pedro Costa. Estreou-se no Festival Internacional de Cinema de Locarno a 14 de agosto de 2019, onde ganhou o prémio Leopardo de Ouro para melhor filme e Vitalina Varela o prémio de melhor atriz principal. Em Portugal  estreou a 31 de outubro de 2019.

## Elenco
- Vitalina Varela
- Ventura
- Manuel Tavares Almeida
- Francisco Brito
- Marina Alves Domingues
- Imídio Monteiro